# Casa Califórnia
A Casa Califórnia foi um tradicional estabelecimento comercial brasileiro localizado na cidade de São Paulo. Fundada em julho de 1924,  encerrou as atividades em meio à pandemia de COVID, em agosto de 2022.

## Histórico
A casa iniciou suas atividades como um armazém de secos e molhados. Contudo, foi na década de 1960 que a casa consagrou o sanduíche feito com as tradicionais linguiças de Bragança, cujo nome remonta ao município de Bragança Paulista, tornando-se um marco no centro da capital paulista.